# Sint-Barbarakerk (Gilly)
De kerk van de Heilige Barbara (Frans: Sainte-Barbe) maakt deel uit van het religieus patrimonium van Gilly. Het is een rooms-katholiek gebedshuis, gelegen aan de “Place des Haies” in Gilly, deelgemeente van Charleroi, in de Belgische provincie Henegouwen. Zij is gewijd aan de H. Barbara van Nicomedië.

## Architectuur
De kerk in neogotische stijl, werd –hoofdzakelijk in baksteen– opgetrokken van 1863 tot 1866. Zij bestaat uit een geveltoren, met erachter een schip, een linker- en rechterzijbeuk, en ten slotte een koor.
Architect Maximilien-Joseph Pasquet (zoon van Maximilien Pâquet en Marie-Catherine Frère) -destijds zelf inwoner van Gilly- tekende de plannen.
Tussen 2005 en 2011 werd een volledige restauratie en renovatie uitgevoerd, waarvan het einde gevierd werd op zaterdag, 26 november 2011.

## Geschiedenis
De grote bezieler van een nieuwe kerk voor het gehucht Haies was Eerwaarde Heer Martin.
De bouw van de kerk werd toegestaan bij Koninklijk Besluit van 3 november 1862.
Nicolas Decoux, geneesheer, liet bij zijn overlijden op 21 juni 1860 reeds een som van 6000 frank na, bestemd voor de constructie van de nieuwe kerk.
Jaques Cornil, industrieel, overleed op 28 januari 1861 en liet voor hetzelfde doel een som na, van 10000 frank. De steeds aangroeiende bevolking in het gehucht Haies, legde 36000 frank bijeen. De gemeente van Gilly droeg de som van 15145 frank en 62 centiemen bij; de provincie Henegouwen schonk op haar beurt een bedrag van 15145 frank.
De eerstesteenlegging ging gepaard met opmerkelijke feestelijkheden.
Op 24 maart 1863 lagen de eerste steen en de herdenkingsplaat, versierd met de vlaggen van de Belgische driekleur, gereed op de binnenplaats van het gemeentehuis. Om 5 uur 's namiddags kondigde een kanonschot de overbrenging aan, alsmede het vertrek van de stoet naar de bouwplaats. De steen werd gedragen door metselaars van de bouwfirma, vergezeld van de champetters, de architect, leden van de gemeenteraad en van de plaatselijke Rijkswachtbrigade.
De groep werd gevolgd door een massa volk die aangroeide naarmate men de bouwplek Tourette (ook Tourelle genaamd) naderde.
De muziekvereniging van het gehucht Haies speelde het nationaal volkslied en de beste marsen van het eigen repertorium.
De aankomst bij de bouwgrond werd eveneens bevestigd met een kanonschot, waarna burgemeester J.-Bte. Genard een toespraak hield en vervolgens de eerste steen metselde.
Medio 1866 was de kerk gereed voor ingebruikname. Ingevolge een Koninklijk Besluit van 26 juli 1866, in het Belgisch Staatsblad gepubliceerd op 31 juli 1866, werd de kerk van Haies officieel gescheiden van deze van Sint-Remy en kwamen er in Gilly twee parochies tot stand.
Gaspard-Joseph Labis (° 1792, † 1872), bisschop van Doornik, stelde Jean-Baptiste Van Pevenage aan als eerste pastoor. Deze laatste oefende die taak uit vanaf de creatie van de parochie tot in 1878.
Louis Vanderlinden werd vanaf het begin onderpastoor. Hij volgde Jean-Baptiste van Pevenage op, en bleef pastoor van de parochie tot 1895.

## Interieur

### Koor
De hoofdaltaar dateert van 1925 en werd getekend door architect L. François. Het is vervaardigd uit marmer met steunpijlers uit messing, en draagt het opschrift: ECCE PANIS ANGELORUM FACTUS CIBUS VIATORUM VERE PANIS FILIORUM (Ziehier het Brood der Engelen, voedsel voor reizigers, het echte brood voor mijn kinderen).
Dit altaar vervangt een oud houten altaar uit 1866, dat thans in de Kerk van Trieux te Montignies-sur-Sambre staat.
De doopvont heeft een achthoekige vorm en is in 1866 gehouwen uit graniet. Ze bevond zich voorheen (tot 1969, toen het doopritueel hervormd werd) in de doopkapel, achteraan in de kerk.

### Middenbeuk
De neogotische preekstoel, gebouwd in 1878, is het werk van E. Delestrée.  Op de kuip zijn vier taferelen uit het leven van de Heilige Barbara afgebeeld.
Het orgel, eveneens in neogotische stijl, werd in 1892 gebouwd door de befaamde Brusselse orgelbouwer Pierre Schyven (°1827, † 1916).

### Linkerzijbeuk
Hier treft men het altaar van de Heilige Maagd Maria aan. Dit werd gebouwd in 1925, en eveneens volgens de plannen van architect François. De opvatting is gelijkaardig aan het hoofdaltaar, maar de afmetingen zijn kleiner.

### Rechterzijbeuk
In de rechterzijbeuk ziet men het altaar van de H. Barbara. Dit dateert ook van 1925 en is, net als de andere, gebouwd volgens de plannen van dezelfde architect. Het heeft een zeer sterke gelijkenis met het altaar in de linkerzijbeuk, met dien verstande evenwel dat voor de rechterzijbeuk rood marmer gebruikt werd, terwijl er in de linkerzijbeuk grijs gebruikt werd.

### Kruisweg
De kruisweg is in 1874 in laatromantische stijl geschilderd door Léonce Alexis Legendre, die in 1860 de Belgische Prijs van Rome voor schilderkunst (1-ste prijs) won.

### Glas-in-loodramen
De glasramen in het koor zijn neogotisch. Het middelste stelt de gekruisigde Christus voor, omringd door de Heilige Maagd en de Heilige Johannes. Dit raam dateert van 1924.
Het linkerglasraam stelt de Heilige Paulus voor (schenking van Leonis Mondron & Valentinae Lambert) (gemaakt in 1896), en het rechterglasraam de Heilige Alena (schenking van Pauli Lambert & Alenae Mondron) (gemaakt in 1896).
De glasramen in de zijbeuken dateren alle van het jaar 1900. Zij werden vervaardigd in neogotische stijl door schilder-glazenier Charles Fontana.
In de linkerzijbeuk ziet men -beginnende bij het altaar- de volgende voorstellingen: de H. Carolus-Borromeüs, de H. Eugenia, de H. Franciscus  Xaverius, H. Theresia van Avila, de H. Margarita, de H. Antonius van Padua, H. Barbara, en Onze-Lieve-Vrouw van Lourdes.
In de rechterzijbeuk, beginnende bij het altaar, ziet men: de H. Aloysius de Gonzaga, het H. Hart van Maria, de H. Jacobus, de H. Jozef, de H. Johannes de Doper, de H. Petrus, de H. Mathildis, en het H. Hart van Jezus.

### Biechtstoelen
De houten biechtstoelen zijn van het half open type en dateren uit 1870.

### Gedenkstenen
In 1914, bij de aanvang van de Eerste Wereldoorlog, gebeurden op het plein nabij de kerk oorlogswreedheden, waarbij een aantal inwoners van Gilly, zowel volwassenen als kinderen, het leven lieten. 
Nabij het altaar in de rechterzijbeuk ziet men de gedenksteen voor de overleden parochianen van de Eerste Wereldoorlog. Deze steen werd in 1920 gemaakt door de plaatselijke beeldhouwer Dofny (Gilly).
Vlak bij het altaar in de linkerzijbeuk ziet men -opgehangen aan de muur- de voor de parochiepriesters gehouwen gedenksteen uit 1924.

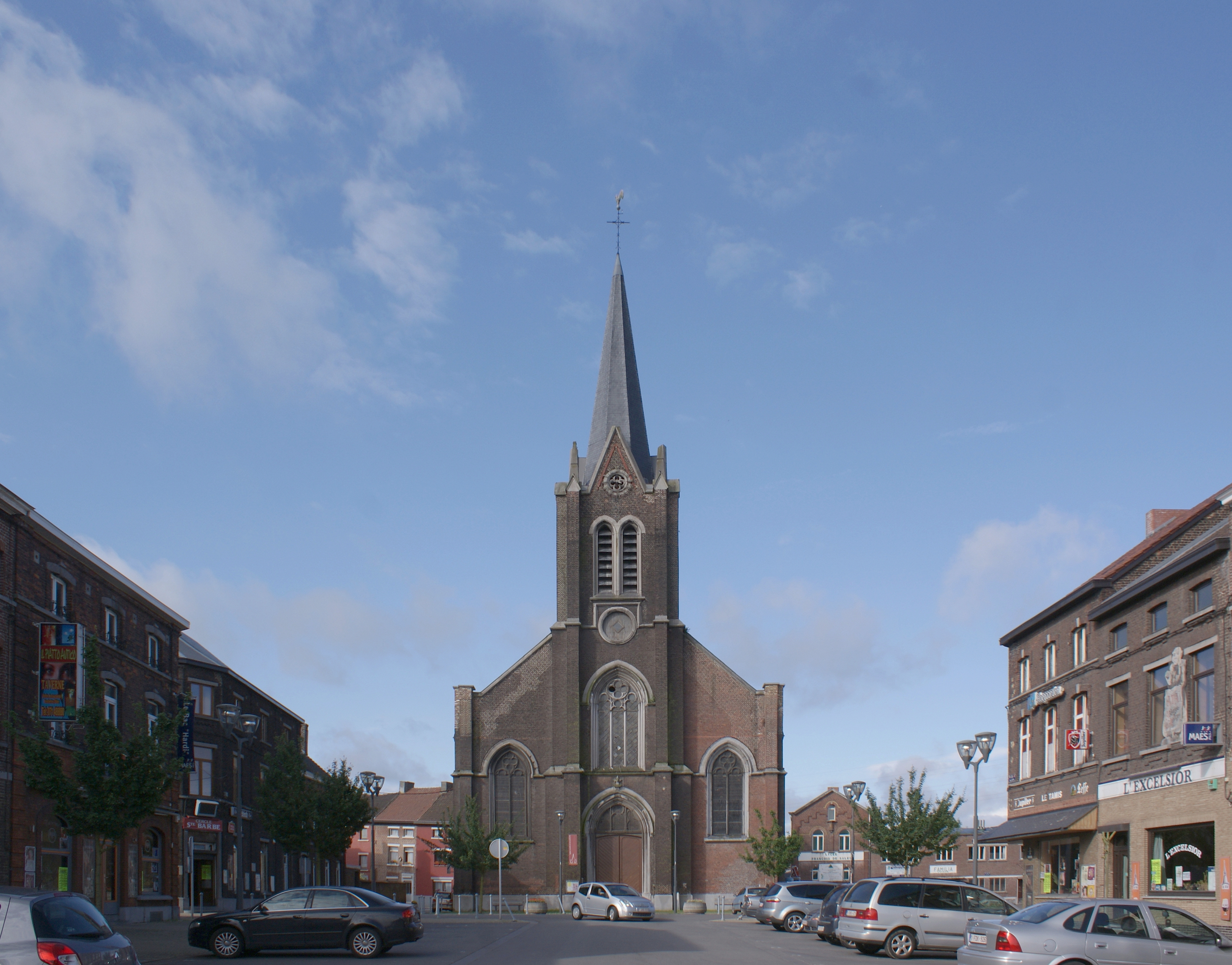
Zicht vanaf de Place des Haies
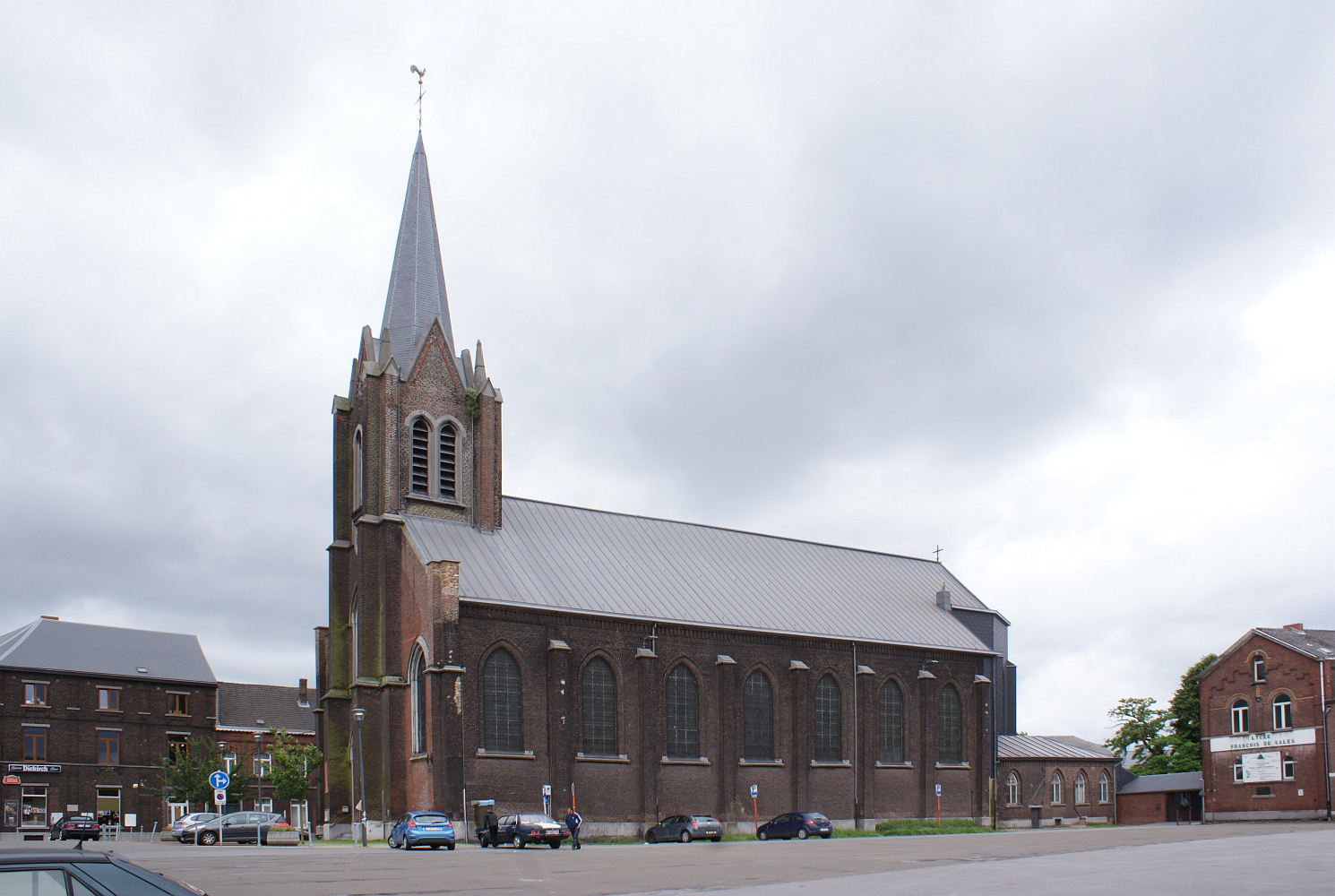
Zijaanzicht
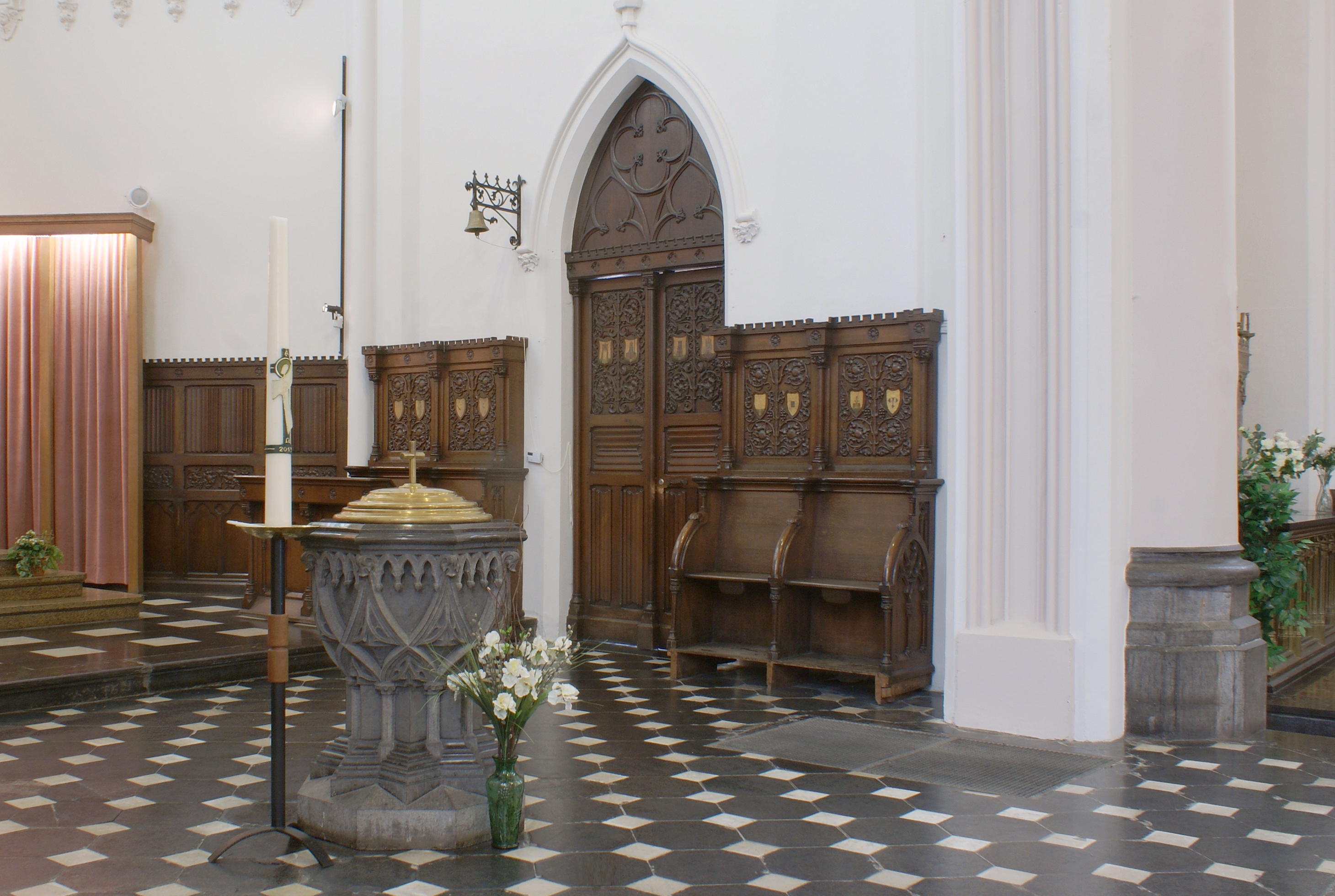
Doopvont en koorgestoelte
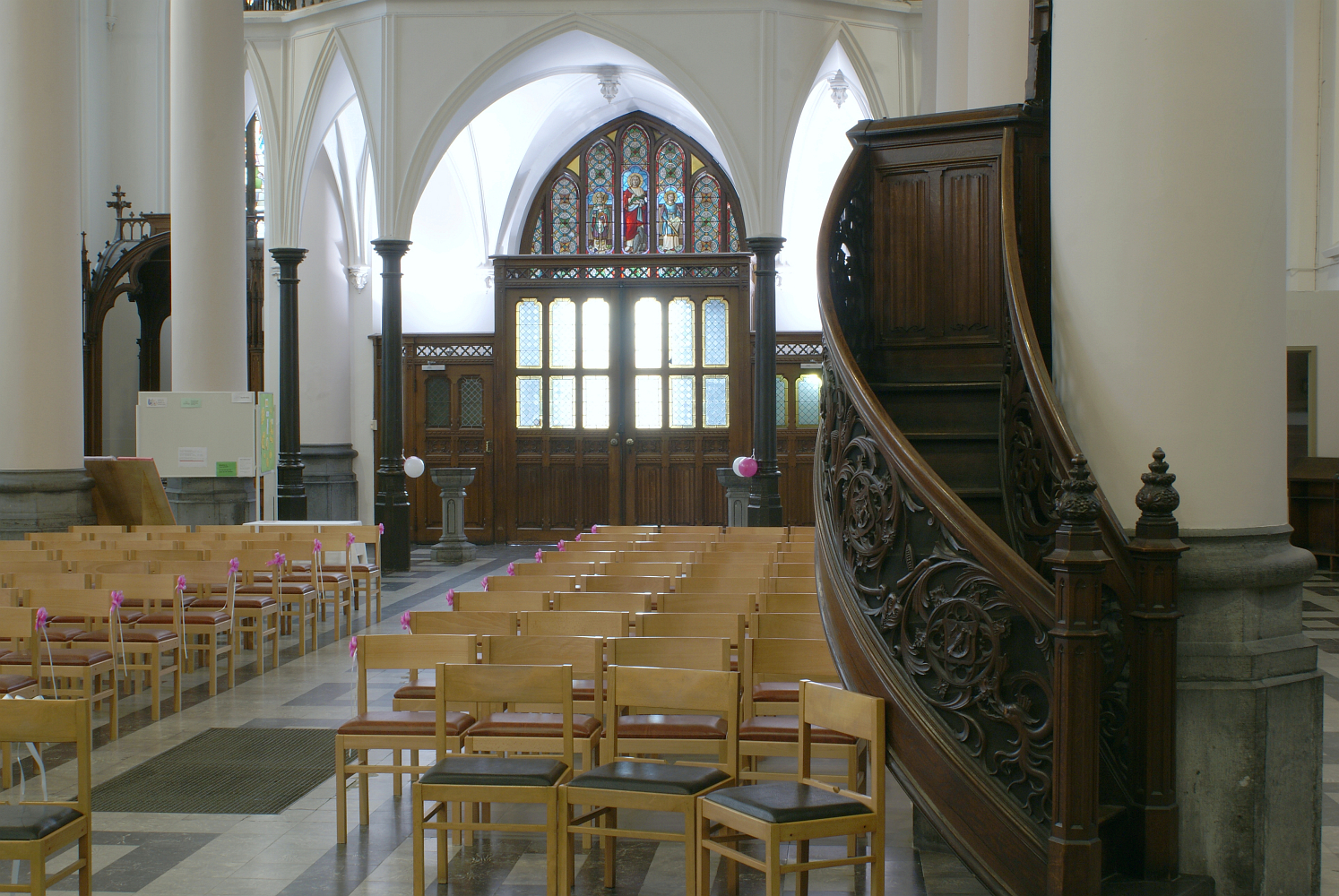
Middenbeuk, preekstoel en portiek